# Сан-Мартін-дель-Кастаньяр
Сан-Мартін-дель-Кастаньяр (ісп. San Martín del Castañar) — муніципалітет в Іспанії, у складі автономної спільноти Кастилія-і-Леон, у провінції Саламанка. Населення — 283 особи (2010).
Муніципалітет розташований на відстані близько 200 км на захід від Мадрида, 60 км на південний захід від Саламанки.

## Демографія
Динаміка населення (INE ):

## Галерея зображень

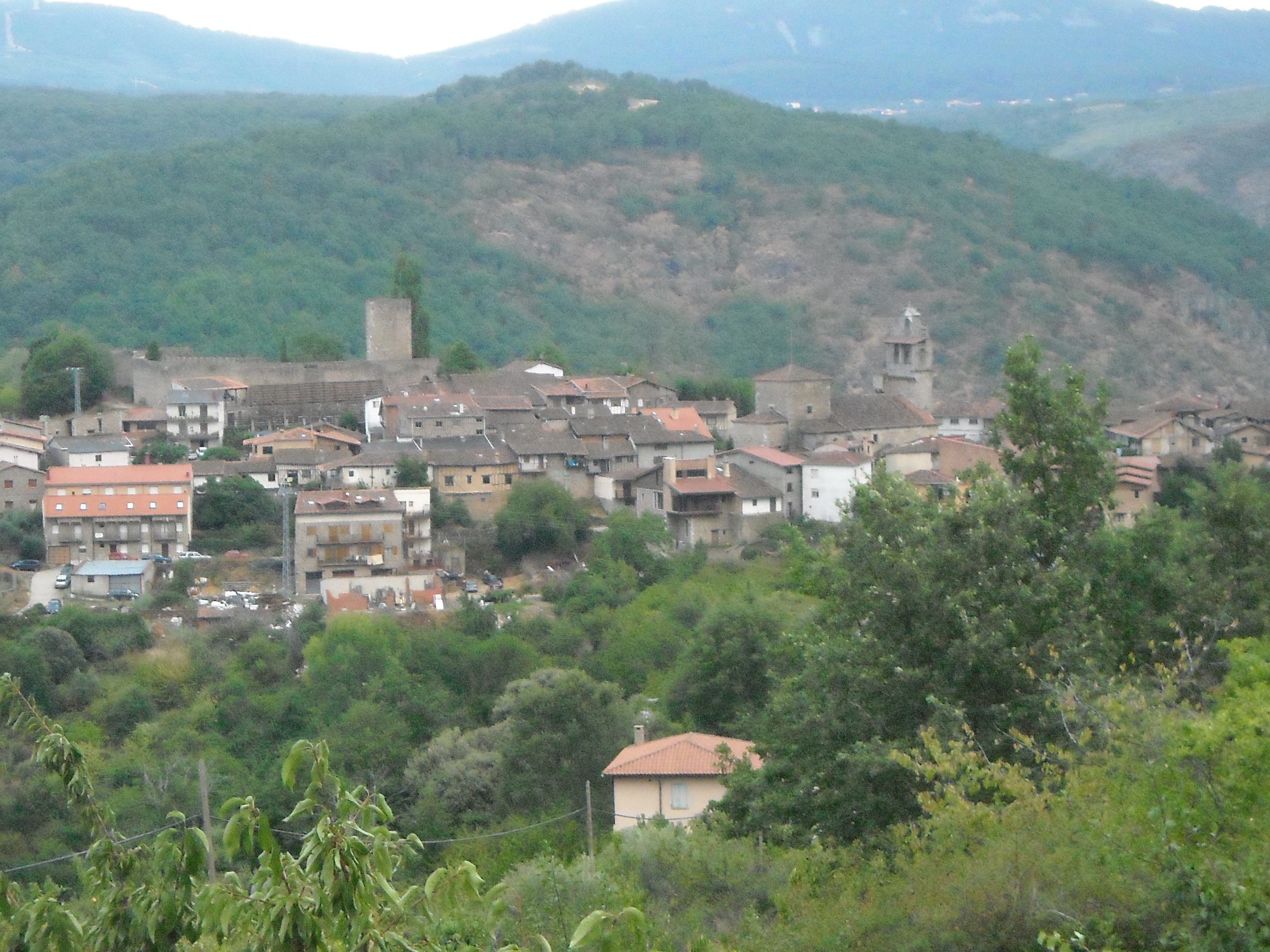
Панорама

## Зовнішні посилання
- Провінційна рада Саламанки: індекс муніципалітетів
- Посилання на Google Maps